# Luis Monti
Luis Felipe Monti (n. 15 mai 1901, Buenos Aires, Argentina – d. 9 septembrie 1983, Escobar Partido⁠(d), Buenos Aires, Argentina) a fost un fotbalist italiano-argentinian, care a jucat pe postul de fundaș. Monti a jucat două finale ale Campionatului Mondial de Fotbal cu două echipe diferite: Argentina și Italia.

## Palmeres
- Huracán
  - Argentine Primera División (1): 1921
- San Lorenzo
  - Argentine Primera División (3): 1923, 1924, 1927
- Juventus
  - Serie A (4): 1931–32, 1932–33, 1933–34, 1934–35
  - Coppa Italia (1): 1937–38
- Echipa națională a Argentinei
  - Copa América (1): 1927
  - Medalia de Argint la Olimpiada de Vară (1): Amsterdam 1928
- Echipa națională a Italiei
  - Campionatul Mondial de Fotbal (1): 1934